# Międzynarodowa Organizacja Radia i Telewizji
     Państwa członkowskie podczas rozwiązania
     Państwa członkowskie, które uczestniczyły w różnych okresach przed rozwiązaniem
     Członkowie stowarzyszeni

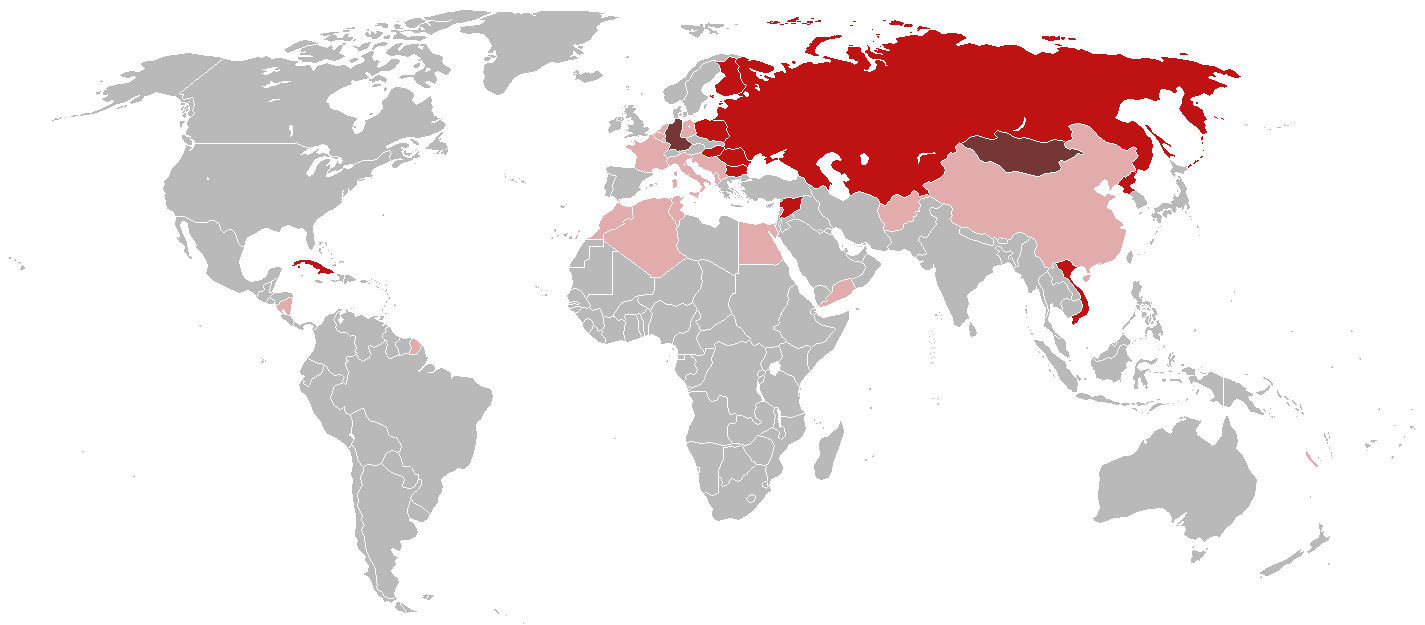
Państwa członkowskie podczas rozwiązania
Państwa członkowskie, które uczestniczyły w różnych okresach przed rozwiązaniem
Członkowie stowarzyszeni

Międzynarodowa Organizacja Radia i Telewizji (OIRT; fr. Organisation Internationale de Radiodiffusion et de Télévision), częściej określana jako Interwizja (ang. Intervision, ros. Интервидение) – sieć nadawców telewizyjnych, której głównym celem była wymiana programów telewizyjnych między państwami europejskimi, powołana do życia 28 czerwca 1946. Po powstaniu w 1950 konkurencyjnej wobec niej Europejskiej Unii Nadawców (EBU), która skupiła większość państw zachodnich, siedzibę OIRT przeniesiono z Brukseli do Pragi. Organizację opuściły wtedy także państwa niepozostające w orbicie Związku Radzieckiego. Wyjątkiem była Finlandia, która po 1950 należała równolegle do OIRT i EBU. Członkami organizacji pozostała większość krajów Rady Wzajemnej Pomocy Gospodarczej (RWPG) przy której OIRT została afiliowana. W szczególności były to Bułgaria, Czechosłowacja, Polska, Rumunia, Węgry i ZSRR.
Prefiks inter- był stosowany w nazwach dużej części organizacji międzynarodowych krajów RWPG, na przykład Interkosmos, Interelektro czy też Intermetall. Interwizja korzystała z sieci satelitów telekomunikacyjnych organizacji Intersputnik.
Interwizja, podobnie jak Eurowizja, od 1977 do 1980 organizowała swój Konkurs Piosenki Interwizji w czasie sopockiego festiwalu, na wzór Konkursu Piosenki Eurowizji.
Jednym z postanowień OIRT było użycie tzw. „niskiego” zakresu (66 – 74 MHz) częstotliwości fal radiowych w paśmie UKF, w przeciwieństwie do „wysokiego” (87,5 – 108 MHz) nazywanego CCIR. Pierwsze nadajniki radiofoniczne UKF na terenie Polski, uruchomione w latach 50., pracowały w zakresie górnym (Warszawa – 97,6 MHz uruchomiony 1 października 1954, Katowice (Ruda Śląska/ Będzin) – 89,8 MHz uruchomiony 3 września 1957, Opole – 95 MHz uruchomiony na przełomie 1957 i 1958 r.). Nadajniki te zostały wyłączone około roku 1970, gdy obowiązującym w Polsce zakresem częstotliwości dla emisji FM stał się "niski" zakres UKF (66 – 74 MHz) zgodny ze standardem OIRT. Standard OIRT w Polsce obowiązywał do końca 1999 r., gdy Polska przeszła na standard CCIR, czyli zakres (87,5…108 MHz). 
1 stycznia 1993 roku OIRT połączyła się z EBU dzięki czemu nadawcy publiczni należący do Międzynarodowej Organizacji Radia i Telewizji zostali członkami Europejskiej Unii Nadawców.